# Emmy do Primetime de melhor ator em minissérie ou telefilme
O Primetime Emmy Award para melhor ator em minissérie ou telefilme é um dos prêmios entregues pela Academia de Artes & Ciências Televisivas pelas excelências televisivas como parte do Primetime Emmy Award.

## Vencedores e indicados

### Década de 1950
- 1953: Thomas Mitchell
  - John Forsythe
  - Charlton Heston
  - John Newland
  - Vaughn Taylor
  - Jack Webb

- 1955: Robert Cummings – Twelve Angry Men como Jurado #8
  - Frank Lovejoy – Double Indemnity como Walter Neff
  - Fredric March – A Christmas Carol como Ebenezer Scrooge
  - Fredric March – The Royal Family como Tony Cavendish
  - Thomas Mitchell – The Good of His Soul como Padre Devlin
  - David Niven – The Answer como Deacon

- 1956: Lloyd Nolan – The Caine Munity Court-Marcial como Capitão Queeg
  - Ralph Bellamy – The Fearful Decision como Padre
  - José Ferrer – Cyrano de Bergerac como Cyrano de Bergerac
  - Everett Sloane – Patterns como o Presidente
  - Barry Sullivan – The Caine Munity Court-Marcial como Greenwald

- 1957: Jack Palance – Requiem for a Heavyweight como Harlan "Montanha" McClintock
  - Lloyd Bridges – Tragedy in a Temporary Town como Alec Beggs
  - Fredric March – Dodsworth como Sam Dodsworth
  - Sal Mineo – Dino como Dino
  - Rod Skelton – The Big Slide como Buddy McCoy

- 1958: Peter Ustinov – The Life of Samuel Johnson como Dr. Samuel Johnson
  - Ed Wynn – On Borrowed Time como Northrup
  - David Wayne – Heartbeat como James Mennick
  - Lee J. Cobb – No Deadly Medicine como Dr. Joseph Pearson
  - Mickey Rooney – The Comedian como Sammy Hogarth

- 1959: Fred Astaire – An Evening with Fred Astaire como ele mesmo
  - Mickey Rooney – Eddie como Eddie
  - Christopher Plummer – Little Moon of Alban como Kenneth Boyd
  - Robert Crawford, Jr. – Child of Our Time como Tanguy
  - Paul Muni – Last Clear Chance como Sam Arlen
  - Rod Steiger – A Town Has Turned to Dust como Harvey Denton

### Década de 1960
- 1960: Laurence Olivier – The Moon and Sixpence como Charles Strickland
  - Lee J. Cobb – Project Immortality como Dr. Lawrence Doner
  - Alec Guinness – The Wicked Scheme of Jebal Deeks como Jebal Deeks

- 1961: Maurice Evans – Macbeth (II) como Macbeth
  - Cliff Robertson – The Two Worlds of Charlie Gordon como Charlie Gordon
  - Ed Wynn – The Man in the Funny Suit como ele mesmo

- 1962: Peter Falk – The Prince of Tomatoes como Dimitre Fresco
  - Milton Berle – Doyle Against the House como Eddie Doyle
  - Mickey Rooney – Somebody's Waiting como Augie Miller
  - Lee Marvin – People Nedd People como Hughes
  - James Donald – Victoria Regina como Príncipe Albert

- 1963: Trevor Howard – Invincible Mr. Disraeli como Primeiro-Ministro Benjamin Disraeli
  - Bradford Dillman – The Voice of Charlie Pont como Charlie Pont
  - Don Gordon – The Madman como Joey Tassili
  - Walter Matthau – Big Deal in Laredo como Meredith
  - Joseph Schildkraut – Hear the Mellow Wedding Bells como Rabino Gottlieb

- 1964: Jack Klugman – The Blacklist como Joe Larch
  - Roddy McDowall – Journey Into Darkness como Paul LeDoux
  - Rod Steiger – A Slow Fade to Black como Mike Kirsch
  - James Earl Jones – Who Do You Kill? como Joe
  - Harold J. Stone – Nurse Is a Feminine Noun como Elihu Kaminsky
  - Jason Robards – Abe Lincoln in Illinois como Presidente Abraham Lincoln

- 1966: Cliff Robertson – The Game como Quincey Parke
  - Trevor Howard – Eagle in a Cage como Napoleão Bonaparte
  - Christopher Plummer – Hamlet at Elsinore como Hamlet, Príncipe da Dinamarca
  - Ed Begley – Inherit the Wind como Matthew Harrison Brady
  - Melvyn Douglas – Inherit the Wind como Henry Drummond

- 1967: Peter Ustinov – Barefoot in Athens como Sócrates
  - Alan Arkin – The Love Song of Barney Kempinski como Barney Kempinski
  - Lee J. Cobb – Death of a Salesman como Willy Loman
  - Ivan Dixon – The Final War of Olly Winter como Olly Winter
  - Hal Holbrook – Mark Twain Tonight! como Mark Twain

- 1968: Melvyn Douglas – Do Not Go Gentle Into That Good Night como Peter Schermann
  - Eli Wallach – Dead Friends como Douglas Lambert
  - Raymond Burr – Ironside como Robert T. Ironside
  - Van Heflin – A Case of Libel como Robert Sloane
  - George C. Scott – The Crucible como John Proctor

- 1969: Paul Scofield – Male of the Species como Sir Emlyn Bowen
  - Ossie Davis – Teacher, Teacher como Charles Carter
  - Bill Travers – The Admirable Crichton como Crichton
  - David McCallum – Teacher, Teacher como Hamilton Cade

### Década de 1970
- 1970: Peter Ustinov – A Storm in Summer como Abel Shaddick
  - Laurence Olivier – David Copperfield como Sr. Creakle
  - Al Freeman, Jr. – My Sweet Charlie como Charles Roberts

- 1971: George C. Scott – The Price como Victor Franz
  - Jack Cassidy – The Andersonville Trial como Otis Baker
  - Hal Holbrook – The Bold Ones: The Senator como Senador Hays Stowe
  - Gig Young – The Neon Seiling como Jones
  - Richard Widmark – Vanished como Presidente Paul Roudebush

- 1972: Keith Michell – The Six Wives of Henry VIII como Rei Henrique VIII da Inglaterra
  - James Caan – Brian's Song como Brian Piccolo
  - Billy Dee Williams – Brian's Song como Gale Sayers
  - George C. Scott – Jane Eyre como Edward Rochester
  - Richard Harris – The Snow Goose como Philip Rhayadar

- 1973: Laurence Olivier – Long Day's Journey into Night como James Tyrone, Sr.
  - Telly Savalas – Kojak como Tenente Theo Kojak
  - Henry Fonda – The Red Pony como Carl Tiflin
  - Hal Holbrook – That Certain Summer como Doug Salter

- 1974 (Filme): Hal Holbrook – Pueblo como Capitão Lloyd Bucher
  - Alan Alda – 6 Rms Riv Vu como Paul Friedman
  - Martin Sheen – The Execution of Private Slovik como Soldado Eddie Slovik
  - Laurence Olivier – The Merchant of Venice como Shylock
  - Dick Van Dyke – The Morning After como Charlie Lester

- 1974 (Minissérie): William Holden – The Blue Knight como Bumper Morgan
  - Dennis Weaver – McCloud como Sam McCloud
  - Peter Falk – Columbo como Tenente Columbo

- 1975 (Filme): Laurence Olivier – Love Among the Ruins como Sir Arthur Glanville-Jones
  - Richard Chamberlain – The Count of Monte-Cristo como Edmond Dantes
  - Charles Durning – Queen of the Stardust Ballroom como Al Green
  - William Devane – The Missiles of October como Presidente John F. Kennedy
  - Henry Fonda – Clarence Darrow como Clarence Darrow

- 1975 (Minissérie): Peter Falk – Columbo como Tenente Columbo
  - Dennis Weaver – McCloud como Sam McCloud

- 1976 (Filme): Anthony Hopkins – The Lindbergh Kidnapping Case como Bruno Richard Hauptmann
  - William Devane – Dear on Trial como John Henry Faulk
  - Jack Lemmon – The Entertainer como Archie Rice
  - Edward Herrmann – Eleanor and Franklin como Franklin D. Roosevelt
  - Jason Robards – A Moon for the Misbegotten como James Tyrone, Jr.

- 1976 (Minissérie): Hal Holbrook – Lincoln como Presidente Abraham Lincoln
  - Nick Nolte – Rich Man, Poor Man como Tom Jordache
  - Peter Strauss – Rich Man, Poor Man como Peter Jordache
  - George Grizzard – The Adams Chronicles como Presidente John Adams

- 1977 (Filme): Ed Flanders – Harry S. Truman: Plain Speaking como Presidente Harry S. Truman
  - George C. Scott – Beauty and the Beast como a Fera
  - Edward Herrmann – Eleanor and Franklin: The White House Years como Presidente Franklin D. Roosevelt
  - Peter Finch – Raid on Entebbe como Yitzhak Rabin (indicação póstuma)
  - Peter Boyle – Tail Gunner Joe como Senador Joseph McCarthy

- 1977 (Minissérie): Christopher Plummer – The Moneychangers como Roscoe Heyward
  - Richard Jordan – Captains and the Kings como Joseph Armagh
  - Stanley Baker – How Green Was My Valley como Gwilym Morgan
  - Steven Keats – Seventh Avenue como Jay Blackman

- 1978 (Filme): Fred Astaire – A Family Upside Down como Ted Long
  - James Stacy – Just a Little Inconvenience como Kenny Briggs
  - Alan Alda – Kill Me If You Can como Caryl W. Chessman
  - Hal Holbrook – Our Town como Gerente
  - Martin Sheen – Taxi!! como Motorista de Táxi

- 1978 (Minissérie): Michael Moriarty – Holocaust como Erik Dorf
  - Hal Holbrook – The Awakening Land como Portius Wheeler
  - Fritz Weaver – Holocaust como Dr. Josef Weiss
  - Paul Winfield – King como Martin Luther King, Jr.
  - Jason Robards – Washington: Behind Closed Doors como Presidente Richard Monckton

- 1979: Peter Strauss – The Jericho Mile como Larry Murphy
  - Louis Gossett, Jr. – Backstairs at the White House como Levi Mercer
  - Kurt Russell – Elvis como Elvis Presley
  - Ned Beatty – Friendly Fire como Gene Mullen

### Década de 1980
- 1980: Powers Boothe – Guyana Tragedy: The Story of Jim Jones como Jim Jones
  - Tony Curtis – The Scarlett O'Hara War como David O. Selznick
  - Henry Fonda – Gideon's Trumpet como Clarence Earl Gideon
  - Jason Robards – F.D.R.: The Last Year como Presidente Franklin D. Roosevelt

- 1981: Anthony Hopkins – The Bunker como Fuhrër Adolf Hitler
  - Richard Chamberlain – Shōgun como Major John Blackthorne
  - Toshirō Mifune – Shōgun como Lorde Yoshi Toranaga
  - Peter O'Toole – Masada como Lucius Flavius Silva
  - Peter Strauss – Masada como Eleazar Ben Yair

- 1982: Mickey Rooney – Bill como Bill Sackter
  - Anthony Andrews – Brideshead Revisited como Sebastian Flyte
  - Jeremy Irons – Brideshead Revisited como Charles Ryder
  - Philip Anglim – The Elephant Man como John Merrick
  - Anthony Hopkins – The Hunchback of Notre Dame como Quasimodo

- 1983: Tommy Lee Jones – The Executioner's Song como Gary Gilmore
  - Robert Blake – Blood Feud como Jimmy Hoffa
  - Roger Rees – The Life and Adventures of Nicholas Nickleby como Nicholas Nickleby
  - Alec Guinness – Smiley's People como George Smiley
  - Richard Chamberlain – The Thorn Birds como Ralph de Bricassart

- 1984: Laurence Olivier – King Lear como Rei Lear
  - Daniel J. Travanti – Adam como John Walsh
  - Mickey Rooney – Bill: On His Own como Bill Sackter
  - Louis Gossett, Jr. – Sadat como Presidente Anwar Sadat
  - Ted Danson – Something About Amelia como Steven Bennett

- 1985: Richard Crenna – The Rape of Richard Beck como Richard Beck
  - George C. Scott – A Christmas Carol como Ebenezer Scrooge
  - Richard Kiley – Do You Remember Love como George Hollis
  - James Garner – Heartsounds como Harold Lear
  - Richard Chamberlain – Wallenberg: A Hero's Story como Raoul Wallenberg

- 1986: Dustin Hoffman – Death of a Salesman como Willy Loman
  - Kirk Douglas – Amos como Amos Lasher
  - Aidan Quinn – An Early Frost como Michael Pierson
  - Ben Gazzara – An Early Frost como Nick Pierson
  - John Lithgow – Resting Place como Major Kendall Laird

- 1987: James Woods – Promise como D.J.
  - Alan Arkin – Escape from Sobibor como Leon Feldhendler
  - Louis Gossett, Jr. – A Gathering of Old Men como Mathu
  - Randy Quaid – LBJ: The Early Years como Lyndon B. Johnson
  - James Garner – Promise como Bob Beuhler

- 1988: Jason Robards – Inherit the Wind como Henry Drummond
  - Stacy Keach – Hemingway como Ernest Hemingway
  - Hume Cronyn – Foxfire como Hector Nations
  - Danny Glover – Mandela como Nelson Mandela
  - Jack Lemmon – The Murder of Mary Phagan como Governador John M. Slaton

- 1989: James Woods – My Name Is Bill W. como Bill W.
  - Robert Duvall – Lonesome Dove como Gus McCrae
  - John Gielgud – War and Remembrance como Aaron Jastrow
  - Tommy Lee Jones – Lonesome Dove como Woodrow F. Call
  - Ben Kingsley – Murderers Among Us: The Simon Wiesenthal Story como Simon Wiesenthal

### Década de 1990
| - 1990: Hume Cronyn – Age-Old Friends como Cooper - Michael Caine – Jekyll & Hyde como Henry Jekyll/Harry Hyde - Art Carney – Where Pigeons Go to Die como Da - Albert Finney – The Image como Jason Cromwell - Tom Hulce – Murder in Mississippi como Michael Schwerner - 1991: John Gielgud – Summer's Lease como Haverford Downs - James Garner – Decoration Day como Albert Sidney Finch - Dennis Hopper – Paris Trout como Paris Trout - Sidney Poitier – Separate But Equal como Thurgood Marshall - Christopher Walken – Sarah, Plain and Tall como Jacob Witting - 1992: Beau Bridges – Without Warning: The James Brady Story como James Brady - Rubén Blades – Crazy from the Heart como Ernesto Ontiveros - Hume Cronyn – Christmas on Division Street como Cleveland Merriweather - Brian Dennehy – To Catch a Killer como John Wayne Gacy - Maximilian Schell – Miss Rose White como Mordechai Weiss - 1993: Robert Morse – Tru como Truman Capote - Robert Blake – Judgment Day: The John List Story como John List - Robert Duvall – Stalin como Joseph Stalin - James Garner – Barbarians at the Gate como F. Ross Johnson - James Woods – Citizen Cohn como Roy Cohn - 1994: Hume Cronyn – To Dance with the White Dog como Sam Peek - Michael Caine – World War II: When Lions Roared como Joseph Stalin - James Garner – Breathing Lessons como Ira Moran - Matthew Modine – And the Band Played On como Dr. Don Francis - Sam Waterston – I'll Fly Away: Then and Now como Forrest Bedford | - 1995: Raúl Juliá – The Burning Season como Chico Mendes - Charles S. Dutton – The Piano Lesson como Willie Charles - John Goodman – Kingfish: The Story of Huey P. Long como Huey Long - John Lithgow – My Brother's Keeper como Tom Bradley/Bob Bradley - James Woods – Indictment: The McMartin Trial como Danny Davis - 1996: Alan Rickman – Rasputin: Dark Servant of Destiny como Grigori Rasputin - Alec Baldwin – A Streetcar Named Desire como Stanley Kowalski - Beau Bridges – Kissingger and Nixon como Richard Nixon - Laurence Fishburne – The Tuskegee Airmen como Hannibal Lee - Gary Sinise – Turman como Presidente Harry S. Truman - 1997: Armand Assante – Gotti como John Gotti - Beau Bridges – Hidden in America como Bill Januson - Robert Duvall – The Man Who Captured Eichmann como Tenente Coronel Adolf Eichmann - Laurence Fishburne – Miss Evers' Boys como Caleb Humphrey - Sidney Poitier – Mandela and De Klerk como Presidente Nelson Mandela - 1998: Gary Sinise – George Wallace como Governador George Wallace - Jack Lemmon – 12 Angry Men como Jurado #8 - Sam Neill – Merlin como Merlin - Ving Rhames – Don King: Only in America como Don King - Patrick Stewart – Moby Dick como Capitão Ahab - 1999: Stanley Tucci – Winchell como Walter Winchell - Don Cheadle – A Lesson Before Dying como Grant Wiggins - Ian Holm – King Lear como Rei Lear - Jack Lemmon – Inherit the Wind como Henry Drummond - Sam Shepard – Dash and Lilly como Dashiell Hammett |

### Década de 2000
| - 2000: Jack Lemmon – Tuesdays with Morrie como Morrie Schwartz - Beau Bridges – P.T. Barnum como P. T. Barnum - Brian Dennehy – Death of a Salesman como Willy Loman - William H. Macy – A Slight Case of Murder como Tery Thorpe - Liev Schreiber – RKO 281 como Orson Welles - 2001: Kenneth Branagh – Conspiracy como General Reinhard Heydrich - Andy García – For Love or Country: The Arturo Sandoval Story como Arturo Sandoval - Gregory Hines – Bojangles como Bill Robinson - Ben Kingsley – Anne Frank: The Whole Story como Otto Frank - Barry Pepper – 61* como Roger Maris - 2002: Albert Finney – The Gathering Storm como Winston Churchill - Kenneth Branagh – Shackleton como Ernest Shackleton - Beau Bridges – We Were the Mulvaneys como Michael Mulvaney - James Franco – James Dean como James Dean - Michael Gambon – Path to War como Presidente Lyndon B. Johnson - 2003: William H. Macy – Door to Door como Bill Porter - Brad Garrett – Gleason como Jackie Gleason - Paul Newman – Our Town como Gerente de Estado - Tom Wilkinson – Normal como Roy Applewood - James Woods – Rudy: The Rudy Giuliani Story como Prefeito Rudolph Giuliani - 2004: Al Pacino – Angels in America como Roy Cohn - Antonio Banderas – And Starring Pancho Villa as Himself como Pancho Villa - James Brolin – The Reagans como Presidente Ronald Reagan - Mos Def – Something the Lord Made como Vivien Thomas - Alan Rickman – Something the Lord Made como Dr. Alfred Blalock | - 2005: Geoffrey Rush – The Life and Death of Peter Sellers como Peter Sellers - Kenneth Branagh – Warm Springs como Presidente Franklin D. Roosevelt - Ed Harris – Empire Falls como Miles Roby - William H. Macy – The Wool Cap como Gigot - Jonathan Rhys Meyers – Elvis como Elvis Presley - 2006: Andre Braugher – Thief como Nick Atwater - Charles Dance – Bleak House como Sr. Tulkinghorn - Ben Kingsley – Mrs. Harris como Dr. Herman Tarnower - Donald Sutherland – Human Trafficking como Bill Meehan - Jon Voight – Pope John Paul II como Papa João Paulo II - 2007: Robert Duvall – Broken Trail como Prentice "Print" Ritter - Jim Broadbent – Longford como Lorde Frank Pakenham - William H. Macy – Nightmares and Dreamscapes: From the Stories of Stephen King como Clyde Umney/Sam Landry - Matthew Perry – The Ron Clark Story como Ron Clark - Tom Selleck – Jesse Stone: Sea Change como Jesse Stone - 2008: Paul Giamatti – John Adams como Presidente John Adams - Ralph Fiennes – Bernard and Doris como Bernard Lafferty - Ricky Gervais – Extras: The Extra Special Series Finale como Andy Millman - Kevin Spacey – Recount como Ron Klain - Tom Wilkinson – Recount como James Baker - 2009: Brendan Gleeson – Into the Storm como Primeiro-Ministro Winston Churchill - Kevin Bacon – Taking Chance como Tenente Coronel Michael Strobl - Kenneth Branagh – Wallander: One Step Behind como Kurt Wallander - Kevin Kline – Cyrano de Bergerac como Cyrano de Bergerac - Ian McKellen – King Lear como Rei Lear - Kiefer Sutherland – 24: Redemption como Jack Bauer |

### Década de 2010
| - 2010: Al Pacino – You Don't Know Jack como Dr. Jack Kevorkian - Jeff Bridges – A Dog Year como Jon Katz - Ian McKellen – The Prisoner como Número Dois - Dennis Quaid – The Special Relationship como Presidente Bill Clinton - Martin Sheen – The Special Relationship como Primeiro-Ministro Tony Blair - 2011: Barry Pepper – The Kennedys como Robert F. Kennedy - Idris Elba – Luther como Detetive John Luther - Laurence Fishburne – Thurgood como Thurgood Marshall - William Hurt – Too Big to Fail como Henry Paulson - Greg Kinnear – The Kennedys como Presidente John F. Kennedy - Édgar Ramírez – Carlos como Carlos, o Chacal - 2012: Kevin Costner – Hatfields & McCoys como Anse Hatfield - Benedict Cumberbatch – Sherlock: A Scandal in Belgravia como Sherlock Holmes - Idris Elba – Luther como Detetive John Luther - Woody Harrelson – Game Change como Steve Schmidt - Clive Owen – Hemingway & Gellhorn como Ernest Hemingway - Bill Paxton – Hatfields & McCoys como Randall McCoy - 2013: Michael Douglas – Behind the Candelabra como Liberace - Benedict Cumberbatch – Parade's End como Christopher Tietjens - Matt Damon – Behind the Candelabra como Scott Thorson - Toby Jones – The Girl como Alfred Hitchcock - Al Pacino – Phil Spector como Phil Spector - 2014: Benedict Cumberbatch – Sherlock: His Last Vow como Sherlock Holmes - Chiwetel Ejiofor – Dancing on the Edge como Louis Lester - Idris Elba – Luther como Detetive John Luther - Martin Freeman – Fargo como Lester Nygaard - Mark Ruffalo – The Normal Heart como Alexander "Ned" Weeks - Billy Bob Thornton – Fargo como Lorne Malvo | - 2015: Richard Jenkins – Olive Kitteridge como Henry Kitteridge - Adrien Brody – Houdini como Harry Houdini - Ricky Gervais – Derek: The Special como Derek Noakes - Timothy Hutton – American Crime como Russ Skokie - David Oyelowo – Nightingale como Peter Snowden - Mark Rylance – Wof Hall como Thomas Cromwell - 2016: Courtney B. Vance - The People v. O.J. Simpson: American Crime Story como Johnnie Cochran - Bryan Cranston - All the Way como Lyndon B. Johnson - Benedict Cumberbatch - Sherlock como Sherlock Holmes - Idris Elba - Luther como John Luther - Cuba Gooding Jr. - The People v. O.J. Simpson: American Crime Story como O. J. Simpson - Tom Hiddleston - The Night Manager como Jonathan Pine - 2017: Riz Ahmed - The Night Of como Nasir "Naz" Khan - Benedict Cumberbatch - Sherlock: The Lying Detective como Sherlock Holmes - Robert De Niro - The Wizard of Lies como Bernie Madoff - Ewan McGregor - Fargo como Ray Stussy/Emmit Stussy - Geoffrey Rush - Genius como Albert Einstein - John Turturro - The Night Of como John Stone - 2018: Darren Criss - The Assassination of Gianni Versace: American Crime Story como Andrew Cunanan - Antonio Banderas - Genius: Picasso como Pablo Picasso - Benedict Cumberbatch - Patrick Melrose como Patrick Melrose - Jeff Daniels - The Looming Tower como John O'Neill - Jesse Plemons - Black Mirror: USS Callister como Robert Daly - John Legend - Jesus Christ Superstar Live in Concert como Jesus Cristo - 2019: Jharrel Jerome – When They See Us como Korey Wise - Mahershala Ali - True Detective como Detetive Wayne Hays - Hugh Grant - A Very English Scandal como Jeremy Thorpe - Benicio Del Toro - Escape at Dannemora como Richard Matt - Jared Harris - Chernobyl como Valery Legasov - Sam Rockwell - Fosse/Verdon como Bob Fosse |

### Década de 2020
2020: Mark Ruffalo - I Know This Much is True como Dominick Birdsey/Thomas Birdsey
- Jeremy Irons - Watchmen como Adrien Veidt
- Hugh Jackman - Bad Education como Dr. Frank Tassone
- Paul Mescal - Normal People como Connell Waldron
- Jeremy Pope - Hollywood como Archie Coleman

2021: Ewan McGregor - Halston como Roy Halston Frowick
- Paul Bettany - WandaVision como Visão
- Hugh Grant - The Undoing como Jonathan Fraser
- Lin-Manuel Miranda - Hamilton como Alexander Hamilton
- Leslie Odom Jr. - Hamilton como Aaron Burr

2022: Michael Keaton - Dopesick como Dr. Samuel Finnix
- Colin Firth - The Staircase como Michael Peterson
- Andrew Garfield - Under Banner from a Heaven como Det. Jeb Pyre
- Oscar Isaac - Scene from a Marriage como Jonathan Levy
- Himesh Patel - Station Eleven como Jeevan Chaudaury
- Sebastian Stan - Pam & Tommy como Tommy Lee

2023: Steven Yeun - Beef como Danny Cho
- Evan Peters - Dahmer – Monster: The Jeffrey Dahmer Story como Jeffrey Dahmer
- Taron Egerton - Black Bird como James "Jimmy" Keane Jr.
- Kumail Nanjiani - Welcome to Chippendales como Somen "Steve" Banerjee
- Daniel Radcliffe - Weird: The Al Yankovic Story como "Weird Al" Yankovic
- Michael Shannon - George & Tammy como George Jones

2024: Richard Gadd - Baby Reindeer como Donny Dunn
- Tom Hollander - Feud: Capote vs. The Swans como Truman Capote
- Andrew Scott - Ripley como Tom Ripley
- Matt Bomer - Fellow Travelers como Hawkins "Hawk" Fuller
- Jon Hamm - Fargo como Xerife Roy Tillman